# Cintaasih (Gekbrong)
Cintaasih is een bestuurslaag in het regentschap Cianjur van de provincie West-Java, Indonesië. Cintaasih telt 5300 inwoners (volkstelling 2010).